# Звід (право)
Звід (д.-рус. сводъ) — один з найдавніших інститутів звичаєвого права, друга стадія досудового процесу в Київській Русі. Позивачі самі рухали всі процесуальні дії. Позивач, який знайшов свою річ і не міг відразу її повернути собі, звертався до того, хто нею володів, з вимогою «пойди на свод кде есть взял». Відповідач повинен був вказати, у кого придбав украдену річ. Звід продовжувався доти, доки не відшукували людину, що не могла пояснити, яким чином украдена річ потрапила до неї. Така людина визнавалася злодієм з усіма наслідками.